# Пайнаву
Пайнаву (англ. Painavu) — город в индийском штате Керала, расположенный примерно в 100 км от Коччи, в горах Западные Гаты на берегу Индуккского водохранилища. Административный центр округа Идукки. Средняя высота над уровнем моря — 716 метров. По данным всеиндийской переписи 2001 года, в городе проживало 11 014 человек, из них мужчины — 5592, женщины — 5422.

## История
Панайву основан во время строительства дамбы на Индуккском водохранилище.

## Транспорт
- Ближайший аэропорт : Коччи — 120 км
- Ближайшая ж/д станция : Ангамали — 114 км
- Дорожная сеть: в 33 км федеральное шоссе